# Douvaine
Douvaine é uma comuna francesa na região administrativa de Auvérnia-Ródano-Alpes, no departamento da Alta Saboia. Estende-se por uma área de 10.55 km². Em 2010 a comuna tinha 6 152 habitantes (densidade: 583,1 hab./km²).